# УЕФА суперкуп 2017.
УЕФА суперкуп 2017. је било 42. издање УЕФА Суперкупа, годишње фудбалске утакмице коју организује УЕФА и на којој учествују актуелни шампиони два главна европска клупска такмичења, УЕФА Лиге шампиона и победник Купа УЕФА. Утакмицу су играли шпански Реал Мадрид, носиоци титуле и победници УЕФА Лиге шампиона 2016–17, и енглески Манчестер јунајтед, победници УЕФА Лиге Европе 2016–17. Утакмица је одиграна на стадиону Филип II у Скопљу, у Македонији, 8. августа 2017. и била је прво финале УЕФА у тој земљи.
Реал Мадрид је победио у мечу са 2–1 за своју другу узастопну и четврту укупно УЕФА Суперкуп титулу.

## Тимови
| Екипа              | Квалификације                        | Претходно учешће (подебљано означава победнике) |
| ------------------ | ------------------------------------ | ----------------------------------------------- |
| Реал МадридTH      | УЕФА Лига шампиона 2016/17. победник | 5 (1998, 2000, 2002, 2014, 2016)                |
| Манчестер јунајтед | УЕФА Лига Европе 2016/17. победник   | 3 (1991, 1999, 2008)                            |

Иако се ова два тима никада нису састала у Суперкупу, састали су се 10 пута у Купу европских шампиона/Лиги шампиона; Реал Мадрид је имао предност у претходним сусретима тимова, са четири победе, четири ремија и два пораза.

## Стадион
Филип II Арена је најављена као коначно место одржавања Суперкупа 30. јуна 2015. године, након одлуке састанка Извршног комитета УЕФА у Прагу, Чешка Република.

## Пре утакмице

### Улазнице
Са капацитетом стадиона од 30.500 за меч, укупан број од 23.000 улазница је било доступно навијачима и широј јавности, које су биле доступне за продају навијачима широм света преко UEFA.com од 13. јуна до 4. јула 2017. у три категорије цена: 50, 30 и 15 евра. Преостале карте су додељене локалном организационом комитету, УЕФА и националним асоцијацијама, комерцијалним партнерима и емитерима.

### Званичници
УЕФА је 20. јула 2017. Ђанлуку Рокија, италијанског арбитра, прогласила за судију.

## Утакмица

### Резиме утакмице
У 16. минуту, Каземиро је упутио главом лопту на гол, након корнера са леве стране Тонија Кроса, али је само успео да погоди пречку. Само осам минута касније успео је да да гол левом ногом после додавања у петерац Данија Карвахала. Иско је повисио на 2-0 у 52. минуту када је са шест јарди упутио лопту у доњи угао мреже након додавања Герета Бејла. У 61. минуту Бејл је ударцем са десне стране казненог простора погодио пречку. Ромелу Лукаку је успео да да гол за Манчестер јунајтед минут касније када је надовезао почетни ударац Немање Матића, који му је узвратио Кејлор Навас.

### Детаљи
Победници Лиге шампиона су у административне сврхе означени као „домаћи” тим.
| Реал Мадрид             | 2–1      | Манчестер јунајтед |
| ----------------------- | -------- | ------------------ |
| Каземиро 24’ · Иско 52’ | Извештај | Лукаку 62’         |

| Реал Мадрид | Манчестер јунајтед |

| GK               | 1  | Кејлор Навас       |     |     |
| RB               | 2  | Дани Карвахал      | 84’ |     |
| CB               | 5  | Рафаел Варан       |     |     |
| CB               | 4  | Серхио Рамос (c)   | 86’ |     |
| LB               | 12 | Марсело Вијеира    |     |     |
| CM               | 10 | Лука Модрић        |     |     |
| CM               | 14 | Каземиро           |     |     |
| CM               | 8  | Тони Крос          |     |     |
| RF               | 11 | Гарет Бејл         |     | 74’ |
| CF               | 9  | Карим Бензема      |     | 83’ |
| LF               | 22 | Иско               |     | 74’ |
| Резервни играчи: |    |                    |     |     |
| GK               | 13 | Кико Касиља        |     |     |
| DF               | 6  | Начо Фернандез     |     |     |
| DF               | 15 | Тео Ернандез       |     |     |
| MF               | 20 | Марко Асенсио      |     | 74’ |
| MF               | 23 | Матео Ковачић      |     |     |
| FW               | 7  | Кристијано Роналдо |     | 83’ |
| FW               | 17 | Лукас Васкез       |     | 74’ |
| Менаџер:         |    |                    |     |     |
| Зинедин Зидан    |    |                    |     |     |

| GK               | 1  | Давид де Хеа          |       |     |
| RB               | 25 | Антонио Валенсија (c) |       |     |
| CB               | 2  | Виктор Линделеф       |       |     |
| CB               | 12 | Крис Смолинг          |       |     |
| LB               | 36 | Матео Дармијан        |       |     |
| CM               | 21 | Андер Ерера           |       | 56’ |
| CM               | 31 | Немања Матић          |       |     |
| CM               | 6  | Пол Погба             |       |     |
| RW               | 22 | Хенрих Мхитарјан      |       |     |
| LW               | 14 | Џеси Лингард          | 42’   | 46’ |
| CF               | 9  | Ромелу Лукаку         |       |     |
| Резервни играчи: |    |                       |       |     |
| GK               | 20 | Серхио Ромеро         |       |     |
| DF               | 17 | Дејли Блинд           |       |     |
| MF               | 8  | Хуан Мата             |       |     |
| MF               | 16 | Мајкл Карик           |       |     |
| MF               | 27 | Маруан Фелаини        |       | 56’ |
| FW               | 11 | Антони Марсијал       |       |     |
| FW               | 19 | Маркус Рашфорд        | 90+4’ | 46’ |
| Менаџер:         |    |                       |       |     |
| Жозе Морињо      |    |                       |       |     |

| Играч утакмице: Иско (Реал Мадрид) Помоћне судије: Еленито де Либераторе (Италија) Мауро Тонолини (Италија) Четврти судија: Клемент Турпин (Француска) Додатне помоћне судије: Давид Маса (Италија) Масимилијано Ирати (Италија) Додатне помоћне судије, резерве: Рикардо Ди Фјоре (Италија) | Правила утакмице - Игра се 90 минута - У случају нерешеног играју се продужици 30 минута до златног гола ако је потребно - Приступа се извођењу једанаестераца ако је резултати и даље изједначен - Седам именованих замена, од којих се могу користити до три |